# Ирколь (урановое месторождение)
Ирколь — урановое месторождение Казахстана, расположено в Шиелийском районе Кызылординской области. Открыто в 1977 году Краснохолмской ГРЭ-23 г. Ташкент.
Суммарные запасы месторождения оцениваются в С1+С2 29,9 тыс. тонн урана (В+С1 16,788 тыс.тонн С2 12,4 тыс.тонн) добыча урана в 2007 году составила 0,5 тыс. тонн. Плановая мощность рудника 700 тонн. В 2015 г благодаря директору Ирколя Коновалову Ю. А. и главному геологу месторождения Скрынник В. В. рудник добыл 820 тонн, что стало своеобразным рекордом. А в марте 2016 года Ирколь отпраздновал 5000 тонн с начала добычи урана. Добыча осуществляется методом подземного скважинного выщелачивания. Буровые работы проводит АО «Волковгеология» ГРЭ-23, геофизическое обеспечение осуществляет 3й цех ТОО «Геотехноцентр»
Лицензией на разработку владеет совместное предприятие ТОО Семизбай-U. Учредителями совместного предприятия ТОО Семизбай-U являются Казатомпром (50 %) и China Guangdong Nuclear Power Co (50 %).